# Бережний Ігор Петрович
І́гор Петро́вич Бережни́й(нар. 10 березня 1976, с. Настасів Тернопільського району Тернопільської області) — український поет. Лауреат літературної премії імені С. Будного (2003).

## Життєпис
Закінчив філологічний факультет Тернопільського педагогічного університету.
Викладає українську мову та літературу у ДНЗ ТВПУТД.

## Доробок
Твори друкував у всеукраїнській та обласній пресі. 2003 брав участь у всеукраїнській нараді молодих літераторів у м. Ялта (Крим).
Автор збірок поезій
- «Силуети кам'яних дерев» (2001),
- «Тінь і кара» (Т., 2007).